# Agrostis sporoboloides
Agrostis sporoboloides é uma espécie de gramínea do gênero Agrostis, pertencente à família Poaceae.